# ADO in het seizoen 1964/65
Het seizoen 1964/1965 was het 11e jaar in het bestaan van de Haagse betaaldvoetbalclub ADO. De club kwam uit in de Eredivisie en eindigde daarin op de derde plaats. Tevens deed de club mee aan het toernooi om de KNVB Beker, hierin werd in de tweede ronde verloren van SVV (2–4).

## Wedstrijdstatistieken

### Eredivisie
|       | Ajax  | DOS   | DWS   | Sportclub Enschede | Feijenoord | Fortuna '54 | Go Ahead | GVAV  | Heracles | MVV   | NAC   | PSV   | Sittardia | Sparta | Telstar |
| ----- | ----- | ----- | ----- | ------------------ | ---------- | ----------- | -------- | ----- | -------- | ----- | ----- | ----- | --------- | ------ | ------- |
| Thuis | 2 – 1 | 2 – 1 | 1 – 0 | 0 – 0              | 3 – 0      | 1 – 2       | 0 – 3    | 4 – 1 | 2 – 0    | 0 – 1 | 2 – 2 | 0 – 1 | 1 – 0     | 1 – 0  | 1 – 1   |
| Uit   | 5 – 1 | 0 – 3 | 1 – 1 | 1 – 0              | 2 – 1      | 2 – 3       | 0 – 1    | 0 – 0 | 1 – 1    | 1 – 0 | 0 – 1 | 3 – 3 | 0 – 1     | 1 – 0  | 2 – 1   |

### KNVB Beker
| 1e ronde                                          | ADO                                                                    | 5 – 0 (3 – 0) | PEC                                  |
| 4 oktober 1964 Plaats: Den Haag Zuiderparkstadion | Peter Hoet 16', –' Dick van Ekeren –' (e.d.) Harrie Heijnen Kees Aarts |               |                                      |
| 2e ronde                                          | SVV                                                                    | 4 – 2 (2 – 1) | ADO                                  |
| 6 december 1964 Plaats: Schiedam Harga            | Wout van Meeteren 2', 3', 60', 80'                                     |               | 15' Michel van der Loop 70' René Pas |

## Statistieken ADO 1964/1965

### Eindstand ADO in de Nederlandse Eredivisie 1964 / 1965
| Stand | Gespeeld | Gewonnen | Gelijk | Verloren | Punten | Doelpunten voor | Doelpunten tegen |
| ----- | -------- | -------- | ------ | -------- | ------ | --------------- | ---------------- |
| 3e    | 30       | 13       | 7      | 10       | 33     | 37              | 32               |

### Topscorers
| #      | Naam              | Goal |
| ------ | ----------------- | ---- |
| 1.     | Kees Aarts        | 12   |
| 2.     | Henk Houwaart     | 8    |
| 3.     | Harrie Heijnen    | 6    |
| 4.     | Lambert Maassen   | 3    |
| 4.     | Piet de Zoete     | 3    |
| 6.     | Jan van den Oever | 2    |
| 7.     | Peter Hoet        | 1    |
| 7.     | René Pas          | 1    |
| 7.     | Jan Villerius     | 1    |
| Totaal | Totaal            | 37   |

| #              | Naam                  | Goal |
| -------------- | --------------------- | ---- |
| 1.             | Peter Hoet            | 2    |
| 2.             | Kees Aarts            | 1    |
| 2.             | Harrie Heijnen        | 1    |
| 2.             | Michel van der Loop   | 1    |
| 2.             | René Pas              | 1    |
| Eigen doelpunt |                       |      |
| –              | Dick van Ekeren (PEC) |      |
| Totaal         | Totaal                | 7    |

## Voetnoten
ADO ·
Ajax ·
DOS ·
DWS ·
Sportclub Enschede ·
Feijenoord ·
Fortuna '54 ·
Go Ahead ·
GVAV ·
Heracles ·
MVV ·
NAC ·
PSV ·
Sittardia ·
Sparta ·
Telstar